# Рібейра (Терраш-де-Бору)
Рібейра (порт. Ribeira; МФА: [ʁi.ˈbɐj.ɾɐ]) — парафія в Португалії, у муніципалітеті Терраш-де-Бору. Розташована в північно-західній частині країни, на теренах історичної португальської провінції Дору-Міню. Входить до складу округу Брага. За адміністративним поділом, чинним до 1976 року, терени парафії були складовою провінції Міню. Належить до Бразької архідіоцезії Католицької церкви. Патрон — святий Матвій. Площа — 2,2452 км². Населення — 242 ос. (2011). Слабо урбанізований регіон. Густота населення — 107,79 осіб/км²
. Код — 031012.

## Населення
| Кількість мешканців | Кількість мешканців | Кількість мешканців | Кількість мешканців | Кількість мешканців | Кількість мешканців | Кількість мешканців | Кількість мешканців | Кількість мешканців | Кількість мешканців | Кількість мешканців | Кількість мешканців | Кількість мешканців | Кількість мешканців | Кількість мешканців |
| ------------------- | ------------------- | ------------------- | ------------------- | ------------------- | ------------------- | ------------------- | ------------------- | ------------------- | ------------------- | ------------------- | ------------------- | ------------------- | ------------------- | ------------------- |
| 1864                | 1878                | 1890                | 1900                | 1911                | 1920                | 1930                | 1940                | 1950                | 1960                | 1970                | 1981                | 1991                | 2001                | 2011                |
| 290                 | 292                 | 293                 | 290                 | 302                 | 323                 | 315                 | 404                 | 378                 | 349                 | 333                 | 394                 | 296                 | 219                 | 242                 |